# HC DTJ Klabava
HC DTJ Klabava (celým názvem: Hockey Club DTJ Klabava) je český klub ledního hokeje, který sídlí v obci Klabava v Plzeňském kraji. Od sezóny 2010/11 působí v Plzeňské krajské soutěži – sk. A, páté české nejvyšší soutěži ledního hokeje. Klubové barvy jsou černá, bílá a modrá.
Své domácí zápasy odehrává v Rokycanech na tamějším zimním stadionu s kapacitou 4 000 diváků.

## Přehled ligové účasti
Stručný přehled
Zdroj:
- 2010– : Plzeňská krajská soutěž – sk. A (5. ligová úroveň v České republice)

Jednotlivé ročníky
Zdroj:
Legenda: ZČ - základní část, červené podbarvení - sestup, zelené podbarvení - postup, fialové podbarvení - reorganizace, změna skupiny či soutěže
| Česko (2010 – ) |                                 |           |          |                                       |          |
| Sezóny          | Soutěž                          | Úroveň    | ZČ       | Play-off, nadstavba, sk. o udržení... | Poznámky |
| 2010/11         | Plzeňská krajská soutěž – sk. A | 5. úroveň | 8. místo |                                       |          |
| 2011/12         | Plzeňská krajská soutěž – sk. A | 5. úroveň | 8. místo | Finále                                |          |
| 2012/13         | Plzeňská krajská soutěž – sk. A | 5. úroveň | 3. místo | Čtvrtfinále                           |          |
| 2013/14         | Plzeňská krajská soutěž – sk. A | 5. úroveň | 3. místo | Vítěz                                 |          |
| 2014/15         | Plzeňská krajská soutěž – sk. A | 5. úroveň | 6. místo | Semifinále                            |          |
| 2015/16         | Plzeňská krajská soutěž – sk. A | 5. úroveň | 3. místo | Finále                                |          |
| 2016/17         | Plzeňská krajská soutěž – sk. A | 5. úroveň | 2. místo | Semifinále                            |          |
| 2017/18         | Plzeňská krajská soutěž – sk. A | 5. úroveň | 6. místo | Semifinále                            |          |
| 2018/19         | Plzeňská krajská soutěž – sk. A | 5. úroveň |          |                                       |          |